# Аніка Дельгадо
Аніка Дельгадо (ісп. Anicka Delgado, 13 червня 2002) — еквадорська плавчиня.
Учасниця Олімпійських Ігор 2020 року, де в попередніх запливах на дистанціях 50 і 100 метрів вільним стилем, відповідно, поділила 25-те і посіла 31-ше місця й не потрапила до півфіналів.